# SMS V 130
V 130 – niemiecki niszczyciel z okresu I wojny światowej. Szósta jednostka typu V 125. Okręt wyposażony w trzy kotły parowe opalane ropą. Zapas paliwa 298 ton. Po wojnie przekazany w ramach reparacji wojennych Francji. Wcielony do Marine nationale jako Bruno. Złomowany w 1934 roku.